# Nilda Garré

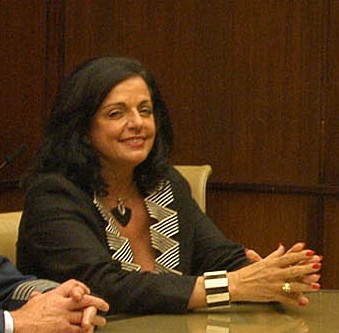
Nilda Celia Garré

Nilda Celia Garré (Buenos Aires, 3 de novembro de 1945) é uma política, diplomata e advogada argentina, que atualmente é ministra da Defesa do país. Foi inicialmente nomeada pelo  presidente Néstor Kirchner em 28 de novembro de 2005, em substituição de José Pampuro tornando-se a  primeira mulher na História da Argentina a assumir tal posto. Cristina Kirchner manteve Garré no cargo.

## Biografia
Nilda Garré nasceu no bairro portenho de San Telmo e bacharelou-se advogada aos 22 anos, pela Universidade del Salvador, instituição superior católica da República Argentina. Identificada com setores da esquerda do peronismo, em 1973 foi eleita deputada nacional pela Frente Justicialista de Liberación Nacional (Frejuli), até a deposição da presidente constitucional Isabelita Perón no golpe de  24 de março de 1976. Era casada com Juan Manuel Abal Medina ate 1982.
Durante a ditadura militar argentina, Nilda Garré teria sido um elo de comunicação com  grupos de esquerda ligados aos Montoneros. Com a restauração da democracia em 1983, permaneceu como militante  do Partido Justicialista.
Também foi defensora de presos políticos e advogada sem honorários na apresentação de Hábeas Corpus por desaparecidos durante la ditadura militar. Manifestou-se contrária à assinatura do Tratado de Paz e Amizade com o Chile em 1984, referente ao Conflito de Beagle.
Com o advento do governo de Carlos Saúl Menem, deixou o partido em 1994 e se juntou à Frepaso (Frente País Solidário). A Frepaso foi um partido político argentino, fundado, em 1994 como um amplo arco de alianças de centro-esquerda, reunindo dissidentes do Partido Justicialista, integrando ainda vários pequenos partidos de esquerda que faziam oposição a Menem.
Pela Frepaso, foi eleita deputada para a legislatura 1995-1999, senda reeleita para o período até 2003. No entanto, renunciou em 2000 para assumir um cargo no governo de Fernando de la Rúa, onde fez carreira até tornar-se vice-ministra do Interior. Renunciou em 2001, em protesto às medidas econômicas do então ministro das Finanças, Ricardo López Murphy
Em dezembro de 2001, o então presidente Néstor Kirchner nomeou-a embaixadora na Venezuela. Quatro anos depois, em 28 de novembro de 2005, o presidente a chamou de volta para que assumisse o Ministério da Defesa da Argentina. Quando Cristina Kirchner foi eleita, manteve-a no cargo.

## Ministra da Defesa da Argentina
Para abordar a questão de gênero, em 31 de maio de 2011, foram nomeados dez comissários mulheres da Polícia Federal. Além disso foi criado Centro Integral de Gênero nas forças de segurança da Argentina, com o objetivo de criar espaços de orientação e aconselhamento, a fim de fortalecer a integração das mulheres e outras questões de gênero e contemplar as dificuldades decorrentes da inserção trabalho. Em 2011, o 15% das delegacias de polícia foram dirigidas por mulheres.
Estas políticas de gênero também permitiu a aceitação oficial de travestis, transexuais e transgêneros forças de segurança. Pelo Decreto 1.181/11, Garre instruiu a polícia e as forças de segurança federais de respeitar a identidade de gênero. Medidas dentro das forças armadas para combater o comportamento homofóbico e os transexuais, a fim de aumentar a conscientização sobre as questões de gênero e integrar as pessoas transexuais, travestis e transexuais no ambiente de trabalho.

## Relações com o Brasil
Em 28 de outubro de 2010, a ministra da Defesa da Argentina Nilda Garré assinou em Buenos Aires declaração de intenções para a compra seis aviões Embraer KC-390, jato de transporte militar, que vem sendo desenvolvido pela Embraer. O documento, que também prevê a participação da Argentina no programa de desenvolvimento da aeronave, já havia sido anteriormente assinado pelo ministro da Defesa do Brasil, Nelson Jobim.